# Campylogramma trollii
Campylogramma trollii là một loài dương xỉ trong họ Polypodiaceae. Loài này được K.I. Goebel mô tả khoa học đầu tiên năm 1931.
Danh pháp khoa học của loài này chưa được làm sáng tỏ. 